# Berta Alomà i Sesé
Berta Alomà i Sesé (Barcelona, 7 de novembre de 1992) és una exjugadora catalana de corfbol que el 2013 es va convertir en la primera jugadora catalana en fitxar per un club holandès, país bressol d'aquest esport.

## Carrera esportiva
Va començar a practicar corfbol a l'equip del seu institut del barri de Gràcia de Barcelona. El seu primer club va ser el Korfbal Club Barcelona, en el qual hi va jugar durant quatre temporades fins al 2011. En aquestes temporades va aconseguir diversos guardons, com ser la millor jugadora progressió (2008 i 2010), millor jugadora de la Lliga catalana (2011) i màxima anotadora de la competició (2011). Després va fitxa per l'Assessoria Vallparadís, club amb el qual va guanyar l'Europa Shield l'any 2013. L'estiu de 2013 va fer el salt a la lliga holandesa per jugar al segon equip del OVVO/De Kroon, Utrecht, debutant a la Korfbal League en la seva primer temporada, la millor lliga d'aquest esport.
El 2015 va tornar al KC Barcelona, amb qui torna a guanyar l'Europa Shield el 2016. El club de Barcelona seria amb el que es retiraria de la pràctica esportiva l'any 2023, en una temporada en que va aixecar les tres competicions nacionals: lliga, copa i supercopa. En total va aconseguir amb el KC Barcelona 2 lligues, 3 copes, 4 supercopes i una Europa Shield, a més de ser quatre vegades la màxima encistelladora de la Lliga Nacional i de rebre també en quatre ocasions el premi a la millor jugadora de la Lliga Nacional.
En el mes de febrer de 2024 va ser guardonada amb el premi a l'Esperit Esportiu durant la 27a edició de la Festa de l'Esport Català, organitzada per la UFEC i diari Sport, en reconeixement de la seva trajectòria, dedicació i èxits al món del korfbal.

### Internacional
Berta també ha sigut internacional en totes les categories amb la Selecció Catalana. Va debutar amb la selecció absoluta l'any 2010, al Campionat d'Europa celebrat als Països Baixos. Amb la màxima selecció nacional ha participat en quatre campionats d'Europa (2010, 2014, 2016 i 2018), i en tres campionats del Món (2011, 2015 i 2023).
El 2016 va guanyar amb la selecció la medalla de bronze a l'Europeu disputat a Dordrecht (Països Baixos), la primera medalla oficial en una competició internacional de la història de Catalunya.
El seu darrer partit com a jugadora va ser al Campionat del Món 2023 disputat a Taipei.

## Palmarès
Clubs
- 2 Europa Shield de corfbol: 2012-13 i 2015-16
- 2 Lligues catalanes: 2018-19 i 2022-23
- 4 Copes de Catalunya: 2013-14, 2017-18, 2021-22 i 2022-23.
- 4 Supercopes Catalanes: 2018-19, 2019-20, 2022-23 i 2023-24.

Selecció catalana
- 1 medalla de bronze al Campionat d'Europa de corfbol: 2016